# Liste der Bodendenkmäler in Wonfurt
Auf dieser Seite sind die Bodendenkmäler in der unterfränkischen Gemeinde Wonfurt zusammengestellt. Diese Tabelle ist eine Teilliste der Liste der Bodendenkmäler in Bayern. Grundlage ist die Bayerische Denkmalliste, die auf Basis des Bayerischen Denkmalschutzgesetzes vom 1. Oktober 1973 erstmals erstellt wurde und seither durch das Bayerische Landesamt für Denkmalpflege geführt wird. Die folgenden Angaben ersetzen nicht die rechtsverbindliche Auskunft der Denkmalschutzbehörde.

## Bodendenkmäler der Gemeinde Wonfurt

### Bodendenkmäler in der Gemarkung Dampfach
| Lage                | Objekt                                                                           | Akten-Nr.     | Bild |
| ------------------- | -------------------------------------------------------------------------------- | ------------- | ---- |
| Dampfach (Standort) | Siedlung und Verhüttungsplatz vor- und frühgeschichtlicher Zeitstellung.         | D-6-6028-0001 |      |
| Dampfach (Standort) | Bestattungsplatz mit verebneter Grabhügelgruppe vorgeschichtlicher Zeitstellung. | D-6-6028-0073 |      |
| Dampfach (Standort) | Siedlung der jüngeren Latènezeit.                                                | D-6-6028-0082 |      |
| Dampfach (Standort) | Fundamente eines mittelalterlichen Vorgängerbaus der St.-Andreas-Kirche.         | D-6-6028-0103 |      |
| Dampfach (Standort) | Untertägige Bauteile der neuzeitlichen Friedhofskapelle.                         | D-6-6028-0104 |      |

### Bodendenkmäler in der Gemarkung Donnersdorf
| Lage                   | Objekt                                                          | Akten-Nr.     | Bild |
| ---------------------- | --------------------------------------------------------------- | ------------- | ---- |
| Donnersdorf (Standort) | Bestattungsplatz mit Grabhügel vorgeschichtlicher Zeitstellung. | D-6-6028-0024 |      |

### Bodendenkmäler in der Gemarkung Steinsfeld
| Lage                  | Objekt                                                        | Akten-Nr.     | Bild |
| --------------------- | ------------------------------------------------------------- | ------------- | ---- |
| Steinsfeld (Standort) | Untertägige Bauteile der neuzeitlichen St.-Sebastians-Kirche. | D-6-6028-0116 |      |

### Bodendenkmäler in der Gemarkung Wonfurt
| Lage               | Objekt | Akten-Nr.     | Bild |
| ------------------ | --- | ------------- | ---- |
| Wonfurt (Standort) | Bestattungsplatz mit Grabhügeln vorgeschichtlicher Zeitstellung.                                             | D-6-5928-0014 |      |
| Wonfurt (Standort) | Siedlung der Urnenfelderzeit.                                                                                | D-6-5928-0042 |      |
| Wonfurt (Standort) | Untertägige Bauteile des frühneuzeitlichen Schlosses sowie Fundamente einer mittelalterlichen Vorgängerburg. | D-6-5928-0057 |      |